# Giunio Tinarelli
Giunio Tinarelli (ur. 27 maja 1912 zm. 14 stycznia 1956) – Sługa Boży Kościoła katolickiego.

## Życiorys
Giunio Tinarelli urodził się 27 maja 1912 roku, był synem Alfreda i Marii Giorgini. Mając 12 lat rozpoczął pracę w drukarni. W wieku 14 lat zrezygnował pracy w drukarni i został zatrudniony w fabryce. Mając 21 lat zaczął odczuwać bóle reumatyczne w nogach i łopatkach. W przeciągu trzech lat choroba zwaliła go z nóg, wówczas musiał zrezygnować z pracy mechanika w hucie. Niedługo później na skutek choroby został przykuty do łóżka w końcu stracił władzę w rękach. W 1951 roku wstąpił do stowarzyszenia Cichych Pracowników Krzyża. Ks. Novarese wyznaczył go na odpowiedzialnego za męską gałąź Cichych Pracowników Krzyża. Zmarł mając 44 lata w opinii świętości. Obecnie trwa jego proces beatyfikacyjny.